# Wołczkiewicze (rejon miński)
Wołczkiewicze (biał. Воўкавічы, ros. Волковичи) – wieś na Białorusi, w obwodzie mińskim, w rejonie mińskim, w sielsowiecie Szczomyślica.
Dawniej wieś i folwark. W czasach Rzeczypospolitej ziemie te leżały w województwie mińskim. Odpadły od Polski w wyniku II rozbioru. W granicach Rosji wieś należała do ujezdu mińskiego w guberni mińskiej. Ponownie pod polską administracją w latach 1919–1920 w okręgu mińskim Zarządu Cywilnego Ziem Wschodnich.
Obecnie obok wsi znajduje się sztuczne jezioro na Ptyczu.

## Kościół
W 1806 Marcyanna Iwanowska ufundowała tu drewniany kościół rzymskokatolicki pw. Narodzenia NMP. Był on kościołem filialnym parafii Podwyższenia Krzyża Świętego w Mińsku. Do filii należało ok. 2000 wiernych.
9 listopada 1904 konsekrowany został nowy, neoromański kościół z czerwonej cegły projektu Henryka Juliana Gaya pod wezwaniem Najświętszego Serca Pana Jezusa i NMP. 3 marca 1906 Wołczkiewicze stały się osobną parafią. Liczyła ona wtedy 2300 wiernych. Kościół został wysadzony przez komunistów w latach 50. XX w.

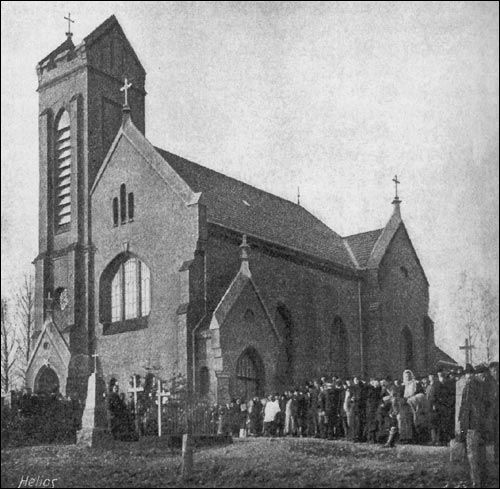
Kościół Najświętszego Serca Pana Jezusa i NMP (przed 1921)
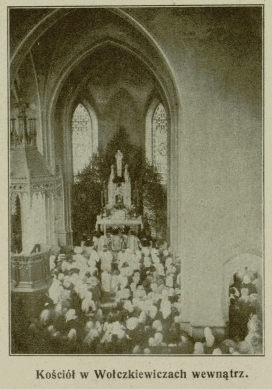
Wnętrze kościoła